# Α-santalol
α-santalol is een onverzadigd alcohol, behorende tot de stofklasse der sesquiterpenen. Het is het hoofdbestanddeel (tot 55%) van de etherische olie van sandelhout (santalol). Het wordt gebruikt in parfums en als geurstof in cosmetische producten (zepen, crèmes, hairsprays en lotions). Het heeft een zoete, matig sterke houtgeur.
Er bestaat ook een structuurisomeer: β-santalol.
Van α-santalol is gebleken dat het bij muizen huidkanker kan voorkomen doordat het apoptose (celdood) van de kankercellen veroorzaakt.